# Masahiro Abe
Masahiro Abe (jap. 阿部 正弘 Abe Masahiro; ur. 3 grudnia 1819, zm. 6 sierpnia 1857) – japoński daimyō i urzędnik schyłkowego okresu Edo.

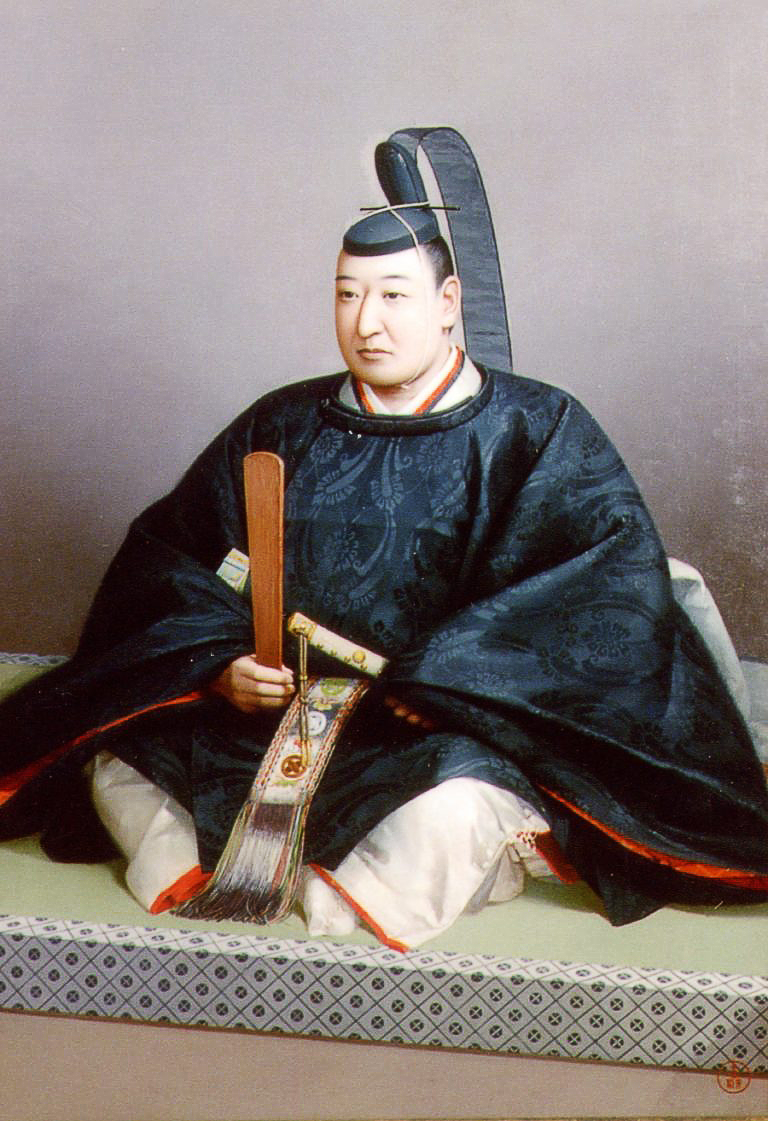
Masahiro Abe

Był szóstym synem Masakiyo Abe, daimyō hanu Fukuyama. W grudniu 1837 roku, po rezygnacji starszego brata, przejął zarządzanie tą domeną. W 1840 został mianowany komisarzem ds. świątyń i kultu religijnego (jisha-bugyō), natomiast w 1843 roku został członkiem rady starszych (rōjū). Wkrótce, po upadku Tadakuniego Mizuno (1794–1851), stał się najbardziej wpływowym człowiekiem na dworze. Był zwolennikiem zbrojeń, jednocześnie jednak zdawał sobie sprawę z konieczności nawiązania kontaktów z cudzoziemcami. 
Po wizycie okrętów amerykańskich pod dowództwem komodora Matthew Perry’ego i śmierci sioguna Ieyoshi Tokugawy w 1853 roku zdecydował się na bezprecedensowy w historii Japonii krok, rozsyłając kopie listu prezydenta USA Millarda Fillmore’a do wszystkich daimyō z prośbą o opinie. Pomimo w większości nieprzychylnego odzewu pod naciskiem Perry’ego doprowadził do podpisania w 1854 roku traktatu w Kanagawie, formalnie kończącego ponad dwustuletnią politykę izolacji. Krok ten spotkał się z gwałtowną krytyką i w 1855 roku Abe podał się do dymisji.